# Borís Kojnó
Borís Kojnó (Moscú, 3 de enero de 1904 - París, 8 de diciembre de 1990) fue un poeta y libretista ruso.

## Biografía
En 1919, cuando tenía quince años de edad fue amante del compositor Karol Szymanowski (de treinta y ocho años). Este breve romance sucedió en Elisavetgrado (actual Kropyvnytsky), donde se había trasladado el joven Kojnó con su madre debido al clima de agitación política y social de la Revolución rusa, que los llevó finalmente al exilio en Francia. La relación amorosa entre Kojnó y Szymanowski fue decisiva para este último: parece que fue entonces cuando asumió plenamente su sexualidad y fue determinante para componer su ópera El rey Roger.  El compositor polaco dedicó a Kojnó cuatro poemas y le regaló un capítulo de su novela inédita Efebos (único testimonio de esta obra literaria, cuyo original se perdió). En 1920 Kojnó llegó a París, donde conoció a Serguéi Diáguilev, con quien también mantuvo una breve relación amorosa. Empezó a trabajar con Diáguilev, primero de secretario y finalmente de principal colaborador. Szymanowski y Kojnó, tras meses sin tener noticias uno del otro, se reencontraron en la capital francesa, pero en aquel momento Kojnó ya estaba en relaciones con Diáguilev.
Kojnó comenzó a escribir libretos para distintas óperas y ballets: la ópera bufa Mavra, basada en La casita de Kolomna de Aleksandr Pushkin, a la que Ígor Stravinski puso música (1921); el ballet Les Fâcheux (1924) para Georges Auric (estrenado con coreografía de Bronislava Nijinska y decorados de Georges Braque); el ballet La chatte (1927), con música de Henri Sauguet y coreografía de George Balanchine; o el ballet El hijo pródigo (1929), basado en la parábola evangélica, con música de Serguéi Prokófiev, coreografía de George Balanchine y decorados y trajes de Georges Rouault.
Tuvo también un romance con Cole Porter en 1925, con quien mantuvo una abundante correspondencia. 
Tras la muerte de Diáguilev en 1929, Kojnó y el bailarín y coreógrafo Serge Lifar intentaron mantener los Ballets Rusos. Ambos heredaron parte de los archivos personales de Diáguilev, que Kojnó completó con nuevas adquisiciones. Parte de este legado fue adquirido posteriormente por la Biblioteca Nacional de Francia.
En 1933 fundó, junto a George Balanchine, la compañía Les Ballets 1933, que debutó en el Teatro de los Campos Elíseos el 7 de junio de 1933 con un programa compuesto por varias coreografías de Balanchine para distintas obras: Songes de Darius Milhaud, Mozartiana (con música de Mozart y Chaikovski) y Los siete pecados capitales, con música compuesta por Kurt Weill, libreto (en alemán) de Bertolt Brecht y con Tilly Losch y Lotte Lenya como solistas. Fueron Kojnó y Edward James quienes encargaron este ballet a Brecht y Weill. Los siete pecados capitales está considerada la obra más importante surgida de la colaboración de estos dos artistas.
La compañía Les Ballets 1933 desapareció poco tiempo después.
Kojnó fue director del Ballet de Montecarlo, con el que influyó poderosamente en el mundo artístico de la danza francesa posterior a la Segunda Guerra Mundial. Al finalizar este conflicto bélico, Kojnó fundó junto a Roland Petit una nueva compañía: los Ballets des Champs-Élysées.
Kojnó también escribió novelas cortas y diarios.

## De-Lovely
En De-Lovely (Irwin Winkler, 2004), película biográfica sobre Cole Porter, Kojnó es uno de los personajes. Está interpretado por el actor Edward Baker-Duly.